# Liste de logiciels de compression de données

## Comparaisons
| Nom             | Windows | DOS | Mac OS X | GNU/Linux | BSD | Autre Unix | AmigaOS | Windows Mobile | Licence                         |
| --------------- | ------- | --- | -------- | --------- | --- | ---------- | ------- | -------------- | ------------------------------- |
| 7-Zip           | Oui     | Oui | Oui      | Oui       | Oui | Oui        | Oui     | Oui            | LGPL                            |
| ALZip           | Oui     | Oui | Non      | Non       | Non | Non        | Non     |                | Propriétaire                    |
| Archive Utility | Non     | Non | Oui      | Non       | Non | Non        | Non     | Non            | Propriétaire                    |
| Ark             |         | Non |          | Oui       | Oui | Oui        |         |                | GPL                             |
| Bitser          | Oui     | Non | Non      | Non       | Non | Non        | Non     |                | Propriétaire                    |
| Disk ARchiver   | Oui     |     | Oui      | Oui       | Oui | Oui        | Non     |                | GPL                             |
| File Roller     | Non     | Non | Non      | Oui       | Oui | Oui        |         |                | GPL                             |
| Filzip          | Oui     | Non | Non      | Non       | Non | Non        | Non     |                | Propriétaire                    |
| FreeArc         | Oui     |     |          | Oui       | Oui | Oui        |         |                | GPL                             |
| iArchiver       | Non     | Non | Oui      | Non       | Non | Non        | Non     |                | Propriétaire                    |
| Info-ZIP        | Oui     | Oui | Oui      | Oui       | Oui | Oui        | Non     |                | BSD                             |
| IZArc           | Oui     |     | Non      | Non       | Non | Non        | Non     | Non            | Propriétaire                    |
| KGB Archiver    | Oui     | Oui | Non      | Oui       | Non | Non        | Non     |                | GPL                             |
| PeaZip          | Oui     |     | Non      | Oui       | Oui | Non        | Non     |                | LGPL                            |
| PKZIP           | Oui     | Oui | Non      | Oui       | Non | Oui        | Non     |                | Propriétaire                    |
| PowerArchiver   | Oui     |     | Oui      | Non       | Non | Non        | Non     |                | Propriétaire                    |
| StuffIt         | Oui     |     | Oui      | Oui       | Non | Oui        | Non     |                | Propriétaire                    |
| The Unarchiver  | Non     |     | Oui      | Non       | Non | Non        | Non     |                | LGPL                            |
| TUGZip          | Oui     |     | Non      | Non       | Non | Non        | Non     |                | Propriétaire                    |
| WinAce          | Oui     | Oui | Oui      | Oui       | Non | Non        | Non     |                | Propriétaire                    |
| WinRAR          | Oui     | Oui | Oui      | Oui       | Oui | Oui        | Non     | Oui            | Propriétaire                    |
| WinZip          | Oui     | Oui | Non      | Non       | Non | Non        | Non     |                | Propriétaire                    |
| XAD             | Non     | Non | Non      | Oui       | Oui | Oui        | Oui     |                | Propriétaire                    |
| Xarchiver       | Non     | Non | Non      | Oui       |     |            |         |                | GPL                             |
| XZ Utils        | Oui     | Non | Oui      | Oui       | Oui | Oui        |         |                | Domaine public (principalement) |
| ZipGenius       | Oui     |     | Non      | Non       | Non | Non        | Non     |                | Propriétaire                    |
| Nom             | Windows | DOS | Mac OS X | GNU/Linux | BSD | Autre Unix | AmigaOS | Windows Mobile | Licence                         |

## Divers
- NABOB, une parodie d'outil de compression permettant de ramener n'importe quel volume de données à un seul octet ; bien entendu, il ne permet pas de décompresser.